# Aciachne
Aciachne  Benth. é um género botânico pertencente à família Poaceae, subfamília Stipoideae, tribo Stipeae.
As espécies deste gênero estão distribuídas pela América do Sul.

## Espécies
- Aciachne acicularis Laegaard - Costa Rica, Venezuela (Táchira, Mérida), Colômbia, Equador, Peru, Bolívia, Argentina (Catamarca)
- Aciachne flagellifera Laegaard - Colômbia, Equador
- Aciachne pulvinata Benth. - Costa Rica, Venezuela (Mérida), Equador, Peru, Bolívia